# ハタノ・オーケストラ
ハタノ・オーケストラは、日本のダンスバンド、無声映画伴奏楽隊である。日本初のダンスバンドともいわれる。同じく在野の三越少年音楽隊とともに日本交響楽協会の演奏者を輩出した。
ハタノ管弦楽団の表記も見られる（特にレコード時代）。

## 略歴・概要
ハタノ・オーケストラは、軽音楽を外国航路の汽船で演奏を行っていた波多野バンドが始まりである。

### 波多野バンド
波多野バンドは、1912年（明治45年）、東洋音楽学校卒業者である波多野福太郎（ヴァイオリン）、奥山貞吉（ビオラ）、田中平三郎（ヴァイオリン）、斉藤佐和（ピアノ）、高桑慶照（チェロ）の5名が、東洋音楽学校初代校長鈴木米次郎と共に横浜港からサンフランシスコ行きの東洋汽船地洋丸に乗り込んだ事から始まる。
その後、波多野バンドは北米航路を中心に、1918年（大正7年）まで楽隊として演奏を続けた。

### ハタノ・オーケストラ
ハタノ・オーケストラは波多野福太郎の弟である波多野鑅次郎が主宰したもので、帝国ホテルなどで演奏していた。
一方、波多野福太郎は、1916年（大正5年）、東京西銀座の金春館という洋画専門館の館主に口説かれて船を下り、弟の主催しているハタノ・オーストラと合流した。福太郎と奥山貞吉との合作による、同館のテーマ曲『金春マーチ』で知られる。
1921年（大正10年）1月には、経営者が替わった金春館を離れ、横浜鶴見の花月園舞踏場に進出し、日本初のダンスバンドになった。この頃のメンバーには、中村鉱次郎（コルネット）、岡村雅雄（フルート）、前野港造（クラリネット・サックス）、寺尾誠一（ベース）、加藤福太郎（ピアノ）、仁木他喜雄（ドラム）らで編成されていた。
ハタノ・オーケストラからは著名な演奏家を輩出しており、演奏楽器別に記載すると、波多野福太郎、波多野鑅次郎、福田宗吉、田辺千次、黒柳守綱、前田璣、高桑慶照、中川三郎、安藤福太郎（以上ヴァイオリン奏者）、宮田清蔵、高麗貞道、岡村雅雄（以上フルート奏者）、岡本末蔵、前野港造、石川利三郎（以上クラリネット・サックス奏者）、阿部万次郎（本来はクラシックのオーボエ奏者、ダンス音楽ではピアノ）、山本清一、加藤福太郎、奥山貞吉、和田肇、（以上ピアノ奏者）、吉田民夫、篠原茂男、中村鉱次郎（以上ホルン・コルネット奏者）、相沢秋光、木島勇吉、大津三郎、北川嘉納（トロンボーン奏者）、大田集、寺尾誠一、木下乙弥（ベース奏者）、高見友祥、仁木他喜雄（打楽器奏者）がいる。

## 関連事項
- 金春館
- 東京オーケストラ団